# Зебра (шахматы)

Значок зебры, используемый на диаграммах

Зебра — это волшебная шахматная фигура, которая движется как конь, но дальше на одну клетку по диагонали. Он прыгает на три клетки по горизонтали и две клетки по вертикали или на три клетки по вертикали и на две клетки по горизонтали, независимо от промежуточных фигур; таким образом, это (2,3)-прыгун.

## Движение
|   | a | b | c | d | e | f | g | h |   |
| - | --- | --- | --- | --- | --- | --- | --- | --- | - |
| 8 | b7 чёрный круг · f7 чёрный круг · a6 чёрный круг · g6 чёрный круг · d4 белая зебра · a2 чёрный круг · g2 чёрный круг · b1 чёрный круг · f1 чёрный круг | b7 чёрный круг · f7 чёрный круг · a6 чёрный круг · g6 чёрный круг · d4 белая зебра · a2 чёрный круг · g2 чёрный круг · b1 чёрный круг · f1 чёрный круг | b7 чёрный круг · f7 чёрный круг · a6 чёрный круг · g6 чёрный круг · d4 белая зебра · a2 чёрный круг · g2 чёрный круг · b1 чёрный круг · f1 чёрный круг | b7 чёрный круг · f7 чёрный круг · a6 чёрный круг · g6 чёрный круг · d4 белая зебра · a2 чёрный круг · g2 чёрный круг · b1 чёрный круг · f1 чёрный круг | b7 чёрный круг · f7 чёрный круг · a6 чёрный круг · g6 чёрный круг · d4 белая зебра · a2 чёрный круг · g2 чёрный круг · b1 чёрный круг · f1 чёрный круг | b7 чёрный круг · f7 чёрный круг · a6 чёрный круг · g6 чёрный круг · d4 белая зебра · a2 чёрный круг · g2 чёрный круг · b1 чёрный круг · f1 чёрный круг | b7 чёрный круг · f7 чёрный круг · a6 чёрный круг · g6 чёрный круг · d4 белая зебра · a2 чёрный круг · g2 чёрный круг · b1 чёрный круг · f1 чёрный круг | b7 чёрный круг · f7 чёрный круг · a6 чёрный круг · g6 чёрный круг · d4 белая зебра · a2 чёрный круг · g2 чёрный круг · b1 чёрный круг · f1 чёрный круг | 8 |
| 7 | b7 чёрный круг · f7 чёрный круг · a6 чёрный круг · g6 чёрный круг · d4 белая зебра · a2 чёрный круг · g2 чёрный круг · b1 чёрный круг · f1 чёрный круг | b7 чёрный круг · f7 чёрный круг · a6 чёрный круг · g6 чёрный круг · d4 белая зебра · a2 чёрный круг · g2 чёрный круг · b1 чёрный круг · f1 чёрный круг | b7 чёрный круг · f7 чёрный круг · a6 чёрный круг · g6 чёрный круг · d4 белая зебра · a2 чёрный круг · g2 чёрный круг · b1 чёрный круг · f1 чёрный круг | b7 чёрный круг · f7 чёрный круг · a6 чёрный круг · g6 чёрный круг · d4 белая зебра · a2 чёрный круг · g2 чёрный круг · b1 чёрный круг · f1 чёрный круг | b7 чёрный круг · f7 чёрный круг · a6 чёрный круг · g6 чёрный круг · d4 белая зебра · a2 чёрный круг · g2 чёрный круг · b1 чёрный круг · f1 чёрный круг | b7 чёрный круг · f7 чёрный круг · a6 чёрный круг · g6 чёрный круг · d4 белая зебра · a2 чёрный круг · g2 чёрный круг · b1 чёрный круг · f1 чёрный круг | b7 чёрный круг · f7 чёрный круг · a6 чёрный круг · g6 чёрный круг · d4 белая зебра · a2 чёрный круг · g2 чёрный круг · b1 чёрный круг · f1 чёрный круг | b7 чёрный круг · f7 чёрный круг · a6 чёрный круг · g6 чёрный круг · d4 белая зебра · a2 чёрный круг · g2 чёрный круг · b1 чёрный круг · f1 чёрный круг | 7 |
| 6 | b7 чёрный круг · f7 чёрный круг · a6 чёрный круг · g6 чёрный круг · d4 белая зебра · a2 чёрный круг · g2 чёрный круг · b1 чёрный круг · f1 чёрный круг | b7 чёрный круг · f7 чёрный круг · a6 чёрный круг · g6 чёрный круг · d4 белая зебра · a2 чёрный круг · g2 чёрный круг · b1 чёрный круг · f1 чёрный круг | b7 чёрный круг · f7 чёрный круг · a6 чёрный круг · g6 чёрный круг · d4 белая зебра · a2 чёрный круг · g2 чёрный круг · b1 чёрный круг · f1 чёрный круг | b7 чёрный круг · f7 чёрный круг · a6 чёрный круг · g6 чёрный круг · d4 белая зебра · a2 чёрный круг · g2 чёрный круг · b1 чёрный круг · f1 чёрный круг | b7 чёрный круг · f7 чёрный круг · a6 чёрный круг · g6 чёрный круг · d4 белая зебра · a2 чёрный круг · g2 чёрный круг · b1 чёрный круг · f1 чёрный круг | b7 чёрный круг · f7 чёрный круг · a6 чёрный круг · g6 чёрный круг · d4 белая зебра · a2 чёрный круг · g2 чёрный круг · b1 чёрный круг · f1 чёрный круг | b7 чёрный круг · f7 чёрный круг · a6 чёрный круг · g6 чёрный круг · d4 белая зебра · a2 чёрный круг · g2 чёрный круг · b1 чёрный круг · f1 чёрный круг | b7 чёрный круг · f7 чёрный круг · a6 чёрный круг · g6 чёрный круг · d4 белая зебра · a2 чёрный круг · g2 чёрный круг · b1 чёрный круг · f1 чёрный круг | 6 |
| 5 | b7 чёрный круг · f7 чёрный круг · a6 чёрный круг · g6 чёрный круг · d4 белая зебра · a2 чёрный круг · g2 чёрный круг · b1 чёрный круг · f1 чёрный круг | b7 чёрный круг · f7 чёрный круг · a6 чёрный круг · g6 чёрный круг · d4 белая зебра · a2 чёрный круг · g2 чёрный круг · b1 чёрный круг · f1 чёрный круг | b7 чёрный круг · f7 чёрный круг · a6 чёрный круг · g6 чёрный круг · d4 белая зебра · a2 чёрный круг · g2 чёрный круг · b1 чёрный круг · f1 чёрный круг | b7 чёрный круг · f7 чёрный круг · a6 чёрный круг · g6 чёрный круг · d4 белая зебра · a2 чёрный круг · g2 чёрный круг · b1 чёрный круг · f1 чёрный круг | b7 чёрный круг · f7 чёрный круг · a6 чёрный круг · g6 чёрный круг · d4 белая зебра · a2 чёрный круг · g2 чёрный круг · b1 чёрный круг · f1 чёрный круг | b7 чёрный круг · f7 чёрный круг · a6 чёрный круг · g6 чёрный круг · d4 белая зебра · a2 чёрный круг · g2 чёрный круг · b1 чёрный круг · f1 чёрный круг | b7 чёрный круг · f7 чёрный круг · a6 чёрный круг · g6 чёрный круг · d4 белая зебра · a2 чёрный круг · g2 чёрный круг · b1 чёрный круг · f1 чёрный круг | b7 чёрный круг · f7 чёрный круг · a6 чёрный круг · g6 чёрный круг · d4 белая зебра · a2 чёрный круг · g2 чёрный круг · b1 чёрный круг · f1 чёрный круг | 5 |
| 4 | b7 чёрный круг · f7 чёрный круг · a6 чёрный круг · g6 чёрный круг · d4 белая зебра · a2 чёрный круг · g2 чёрный круг · b1 чёрный круг · f1 чёрный круг | b7 чёрный круг · f7 чёрный круг · a6 чёрный круг · g6 чёрный круг · d4 белая зебра · a2 чёрный круг · g2 чёрный круг · b1 чёрный круг · f1 чёрный круг | b7 чёрный круг · f7 чёрный круг · a6 чёрный круг · g6 чёрный круг · d4 белая зебра · a2 чёрный круг · g2 чёрный круг · b1 чёрный круг · f1 чёрный круг | b7 чёрный круг · f7 чёрный круг · a6 чёрный круг · g6 чёрный круг · d4 белая зебра · a2 чёрный круг · g2 чёрный круг · b1 чёрный круг · f1 чёрный круг | b7 чёрный круг · f7 чёрный круг · a6 чёрный круг · g6 чёрный круг · d4 белая зебра · a2 чёрный круг · g2 чёрный круг · b1 чёрный круг · f1 чёрный круг | b7 чёрный круг · f7 чёрный круг · a6 чёрный круг · g6 чёрный круг · d4 белая зебра · a2 чёрный круг · g2 чёрный круг · b1 чёрный круг · f1 чёрный круг | b7 чёрный круг · f7 чёрный круг · a6 чёрный круг · g6 чёрный круг · d4 белая зебра · a2 чёрный круг · g2 чёрный круг · b1 чёрный круг · f1 чёрный круг | b7 чёрный круг · f7 чёрный круг · a6 чёрный круг · g6 чёрный круг · d4 белая зебра · a2 чёрный круг · g2 чёрный круг · b1 чёрный круг · f1 чёрный круг | 4 |
| 3 | b7 чёрный круг · f7 чёрный круг · a6 чёрный круг · g6 чёрный круг · d4 белая зебра · a2 чёрный круг · g2 чёрный круг · b1 чёрный круг · f1 чёрный круг | b7 чёрный круг · f7 чёрный круг · a6 чёрный круг · g6 чёрный круг · d4 белая зебра · a2 чёрный круг · g2 чёрный круг · b1 чёрный круг · f1 чёрный круг | b7 чёрный круг · f7 чёрный круг · a6 чёрный круг · g6 чёрный круг · d4 белая зебра · a2 чёрный круг · g2 чёрный круг · b1 чёрный круг · f1 чёрный круг | b7 чёрный круг · f7 чёрный круг · a6 чёрный круг · g6 чёрный круг · d4 белая зебра · a2 чёрный круг · g2 чёрный круг · b1 чёрный круг · f1 чёрный круг | b7 чёрный круг · f7 чёрный круг · a6 чёрный круг · g6 чёрный круг · d4 белая зебра · a2 чёрный круг · g2 чёрный круг · b1 чёрный круг · f1 чёрный круг | b7 чёрный круг · f7 чёрный круг · a6 чёрный круг · g6 чёрный круг · d4 белая зебра · a2 чёрный круг · g2 чёрный круг · b1 чёрный круг · f1 чёрный круг | b7 чёрный круг · f7 чёрный круг · a6 чёрный круг · g6 чёрный круг · d4 белая зебра · a2 чёрный круг · g2 чёрный круг · b1 чёрный круг · f1 чёрный круг | b7 чёрный круг · f7 чёрный круг · a6 чёрный круг · g6 чёрный круг · d4 белая зебра · a2 чёрный круг · g2 чёрный круг · b1 чёрный круг · f1 чёрный круг | 3 |
| 2 | b7 чёрный круг · f7 чёрный круг · a6 чёрный круг · g6 чёрный круг · d4 белая зебра · a2 чёрный круг · g2 чёрный круг · b1 чёрный круг · f1 чёрный круг | b7 чёрный круг · f7 чёрный круг · a6 чёрный круг · g6 чёрный круг · d4 белая зебра · a2 чёрный круг · g2 чёрный круг · b1 чёрный круг · f1 чёрный круг | b7 чёрный круг · f7 чёрный круг · a6 чёрный круг · g6 чёрный круг · d4 белая зебра · a2 чёрный круг · g2 чёрный круг · b1 чёрный круг · f1 чёрный круг | b7 чёрный круг · f7 чёрный круг · a6 чёрный круг · g6 чёрный круг · d4 белая зебра · a2 чёрный круг · g2 чёрный круг · b1 чёрный круг · f1 чёрный круг | b7 чёрный круг · f7 чёрный круг · a6 чёрный круг · g6 чёрный круг · d4 белая зебра · a2 чёрный круг · g2 чёрный круг · b1 чёрный круг · f1 чёрный круг | b7 чёрный круг · f7 чёрный круг · a6 чёрный круг · g6 чёрный круг · d4 белая зебра · a2 чёрный круг · g2 чёрный круг · b1 чёрный круг · f1 чёрный круг | b7 чёрный круг · f7 чёрный круг · a6 чёрный круг · g6 чёрный круг · d4 белая зебра · a2 чёрный круг · g2 чёрный круг · b1 чёрный круг · f1 чёрный круг | b7 чёрный круг · f7 чёрный круг · a6 чёрный круг · g6 чёрный круг · d4 белая зебра · a2 чёрный круг · g2 чёрный круг · b1 чёрный круг · f1 чёрный круг | 2 |
| 1 | b7 чёрный круг · f7 чёрный круг · a6 чёрный круг · g6 чёрный круг · d4 белая зебра · a2 чёрный круг · g2 чёрный круг · b1 чёрный круг · f1 чёрный круг | b7 чёрный круг · f7 чёрный круг · a6 чёрный круг · g6 чёрный круг · d4 белая зебра · a2 чёрный круг · g2 чёрный круг · b1 чёрный круг · f1 чёрный круг | b7 чёрный круг · f7 чёрный круг · a6 чёрный круг · g6 чёрный круг · d4 белая зебра · a2 чёрный круг · g2 чёрный круг · b1 чёрный круг · f1 чёрный круг | b7 чёрный круг · f7 чёрный круг · a6 чёрный круг · g6 чёрный круг · d4 белая зебра · a2 чёрный круг · g2 чёрный круг · b1 чёрный круг · f1 чёрный круг | b7 чёрный круг · f7 чёрный круг · a6 чёрный круг · g6 чёрный круг · d4 белая зебра · a2 чёрный круг · g2 чёрный круг · b1 чёрный круг · f1 чёрный круг | b7 чёрный круг · f7 чёрный круг · a6 чёрный круг · g6 чёрный круг · d4 белая зебра · a2 чёрный круг · g2 чёрный круг · b1 чёрный круг · f1 чёрный круг | b7 чёрный круг · f7 чёрный круг · a6 чёрный круг · g6 чёрный круг · d4 белая зебра · a2 чёрный круг · g2 чёрный круг · b1 чёрный круг · f1 чёрный круг | b7 чёрный круг · f7 чёрный круг · a6 чёрный круг · g6 чёрный круг · d4 белая зебра · a2 чёрный круг · g2 чёрный круг · b1 чёрный круг · f1 чёрный круг | 1 |
|   | a | b | c | d | e | f | g | h |   |

|   | a | b | c | d | e | f | g | h |   |
| - | --- | --- | --- | --- | --- | --- | --- | --- | - |
| 8 | a8 четыре · b8 три · c8 шесть · d8 один · e8 четыре · f8 пять · g8 четыре · h8 один · a7 пять · b7 четыре · c7 один · d7 четыре · e7 три · f7 четыре · g7 три · h7 четыре · a6 два · b6 три · c6 четыре · d6 три · e6 два · f6 пять · g6 два · h6 три · a5 пять · b5 два · c5 пять · d5 четыре · e5 пять · f5 белая зебра · g5 пять · h5 четыре · a4 два · b4 три · c4 четыре · d4 три · e4 два · f4 пять · g4 два · h4 три · a3 пять · b3 четыре · c3 один · d3 четыре · e3 три · f3 четыре · g3 три · h3 четыре · a2 четыре · b2 три · c2 шесть · d2 один · e2 четыре · f2 пять · g2 четыре · h2 один · a1 пять · b1 четыре · c1 три · d1 четыре · e1 три · f1 два · g1 три · h1 четыре | a8 четыре · b8 три · c8 шесть · d8 один · e8 четыре · f8 пять · g8 четыре · h8 один · a7 пять · b7 четыре · c7 один · d7 четыре · e7 три · f7 четыре · g7 три · h7 четыре · a6 два · b6 три · c6 четыре · d6 три · e6 два · f6 пять · g6 два · h6 три · a5 пять · b5 два · c5 пять · d5 четыре · e5 пять · f5 белая зебра · g5 пять · h5 четыре · a4 два · b4 три · c4 четыре · d4 три · e4 два · f4 пять · g4 два · h4 три · a3 пять · b3 четыре · c3 один · d3 четыре · e3 три · f3 четыре · g3 три · h3 четыре · a2 четыре · b2 три · c2 шесть · d2 один · e2 четыре · f2 пять · g2 четыре · h2 один · a1 пять · b1 четыре · c1 три · d1 четыре · e1 три · f1 два · g1 три · h1 четыре | a8 четыре · b8 три · c8 шесть · d8 один · e8 четыре · f8 пять · g8 четыре · h8 один · a7 пять · b7 четыре · c7 один · d7 четыре · e7 три · f7 четыре · g7 три · h7 четыре · a6 два · b6 три · c6 четыре · d6 три · e6 два · f6 пять · g6 два · h6 три · a5 пять · b5 два · c5 пять · d5 четыре · e5 пять · f5 белая зебра · g5 пять · h5 четыре · a4 два · b4 три · c4 четыре · d4 три · e4 два · f4 пять · g4 два · h4 три · a3 пять · b3 четыре · c3 один · d3 четыре · e3 три · f3 четыре · g3 три · h3 четыре · a2 четыре · b2 три · c2 шесть · d2 один · e2 четыре · f2 пять · g2 четыре · h2 один · a1 пять · b1 четыре · c1 три · d1 четыре · e1 три · f1 два · g1 три · h1 четыре | a8 четыре · b8 три · c8 шесть · d8 один · e8 четыре · f8 пять · g8 четыре · h8 один · a7 пять · b7 четыре · c7 один · d7 четыре · e7 три · f7 четыре · g7 три · h7 четыре · a6 два · b6 три · c6 четыре · d6 три · e6 два · f6 пять · g6 два · h6 три · a5 пять · b5 два · c5 пять · d5 четыре · e5 пять · f5 белая зебра · g5 пять · h5 четыре · a4 два · b4 три · c4 четыре · d4 три · e4 два · f4 пять · g4 два · h4 три · a3 пять · b3 четыре · c3 один · d3 четыре · e3 три · f3 четыре · g3 три · h3 четыре · a2 четыре · b2 три · c2 шесть · d2 один · e2 четыре · f2 пять · g2 четыре · h2 один · a1 пять · b1 четыре · c1 три · d1 четыре · e1 три · f1 два · g1 три · h1 четыре | a8 четыре · b8 три · c8 шесть · d8 один · e8 четыре · f8 пять · g8 четыре · h8 один · a7 пять · b7 четыре · c7 один · d7 четыре · e7 три · f7 четыре · g7 три · h7 четыре · a6 два · b6 три · c6 четыре · d6 три · e6 два · f6 пять · g6 два · h6 три · a5 пять · b5 два · c5 пять · d5 четыре · e5 пять · f5 белая зебра · g5 пять · h5 четыре · a4 два · b4 три · c4 четыре · d4 три · e4 два · f4 пять · g4 два · h4 три · a3 пять · b3 четыре · c3 один · d3 четыре · e3 три · f3 четыре · g3 три · h3 четыре · a2 четыре · b2 три · c2 шесть · d2 один · e2 четыре · f2 пять · g2 четыре · h2 один · a1 пять · b1 четыре · c1 три · d1 четыре · e1 три · f1 два · g1 три · h1 четыре | a8 четыре · b8 три · c8 шесть · d8 один · e8 четыре · f8 пять · g8 четыре · h8 один · a7 пять · b7 четыре · c7 один · d7 четыре · e7 три · f7 четыре · g7 три · h7 четыре · a6 два · b6 три · c6 четыре · d6 три · e6 два · f6 пять · g6 два · h6 три · a5 пять · b5 два · c5 пять · d5 четыре · e5 пять · f5 белая зебра · g5 пять · h5 четыре · a4 два · b4 три · c4 четыре · d4 три · e4 два · f4 пять · g4 два · h4 три · a3 пять · b3 четыре · c3 один · d3 четыре · e3 три · f3 четыре · g3 три · h3 четыре · a2 четыре · b2 три · c2 шесть · d2 один · e2 четыре · f2 пять · g2 четыре · h2 один · a1 пять · b1 четыре · c1 три · d1 четыре · e1 три · f1 два · g1 три · h1 четыре | a8 четыре · b8 три · c8 шесть · d8 один · e8 четыре · f8 пять · g8 четыре · h8 один · a7 пять · b7 четыре · c7 один · d7 четыре · e7 три · f7 четыре · g7 три · h7 четыре · a6 два · b6 три · c6 четыре · d6 три · e6 два · f6 пять · g6 два · h6 три · a5 пять · b5 два · c5 пять · d5 четыре · e5 пять · f5 белая зебра · g5 пять · h5 четыре · a4 два · b4 три · c4 четыре · d4 три · e4 два · f4 пять · g4 два · h4 три · a3 пять · b3 четыре · c3 один · d3 четыре · e3 три · f3 четыре · g3 три · h3 четыре · a2 четыре · b2 три · c2 шесть · d2 один · e2 четыре · f2 пять · g2 четыре · h2 один · a1 пять · b1 четыре · c1 три · d1 четыре · e1 три · f1 два · g1 три · h1 четыре | a8 четыре · b8 три · c8 шесть · d8 один · e8 четыре · f8 пять · g8 четыре · h8 один · a7 пять · b7 четыре · c7 один · d7 четыре · e7 три · f7 четыре · g7 три · h7 четыре · a6 два · b6 три · c6 четыре · d6 три · e6 два · f6 пять · g6 два · h6 три · a5 пять · b5 два · c5 пять · d5 четыре · e5 пять · f5 белая зебра · g5 пять · h5 четыре · a4 два · b4 три · c4 четыре · d4 три · e4 два · f4 пять · g4 два · h4 три · a3 пять · b3 четыре · c3 один · d3 четыре · e3 три · f3 четыре · g3 три · h3 четыре · a2 четыре · b2 три · c2 шесть · d2 один · e2 четыре · f2 пять · g2 четыре · h2 один · a1 пять · b1 четыре · c1 три · d1 четыре · e1 три · f1 два · g1 три · h1 четыре | 8 |
| 7 | a8 четыре · b8 три · c8 шесть · d8 один · e8 четыре · f8 пять · g8 четыре · h8 один · a7 пять · b7 четыре · c7 один · d7 четыре · e7 три · f7 четыре · g7 три · h7 четыре · a6 два · b6 три · c6 четыре · d6 три · e6 два · f6 пять · g6 два · h6 три · a5 пять · b5 два · c5 пять · d5 четыре · e5 пять · f5 белая зебра · g5 пять · h5 четыре · a4 два · b4 три · c4 четыре · d4 три · e4 два · f4 пять · g4 два · h4 три · a3 пять · b3 четыре · c3 один · d3 четыре · e3 три · f3 четыре · g3 три · h3 четыре · a2 четыре · b2 три · c2 шесть · d2 один · e2 четыре · f2 пять · g2 четыре · h2 один · a1 пять · b1 четыре · c1 три · d1 четыре · e1 три · f1 два · g1 три · h1 четыре | a8 четыре · b8 три · c8 шесть · d8 один · e8 четыре · f8 пять · g8 четыре · h8 один · a7 пять · b7 четыре · c7 один · d7 четыре · e7 три · f7 четыре · g7 три · h7 четыре · a6 два · b6 три · c6 четыре · d6 три · e6 два · f6 пять · g6 два · h6 три · a5 пять · b5 два · c5 пять · d5 четыре · e5 пять · f5 белая зебра · g5 пять · h5 четыре · a4 два · b4 три · c4 четыре · d4 три · e4 два · f4 пять · g4 два · h4 три · a3 пять · b3 четыре · c3 один · d3 четыре · e3 три · f3 четыре · g3 три · h3 четыре · a2 четыре · b2 три · c2 шесть · d2 один · e2 четыре · f2 пять · g2 четыре · h2 один · a1 пять · b1 четыре · c1 три · d1 четыре · e1 три · f1 два · g1 три · h1 четыре | a8 четыре · b8 три · c8 шесть · d8 один · e8 четыре · f8 пять · g8 четыре · h8 один · a7 пять · b7 четыре · c7 один · d7 четыре · e7 три · f7 четыре · g7 три · h7 четыре · a6 два · b6 три · c6 четыре · d6 три · e6 два · f6 пять · g6 два · h6 три · a5 пять · b5 два · c5 пять · d5 четыре · e5 пять · f5 белая зебра · g5 пять · h5 четыре · a4 два · b4 три · c4 четыре · d4 три · e4 два · f4 пять · g4 два · h4 три · a3 пять · b3 четыре · c3 один · d3 четыре · e3 три · f3 четыре · g3 три · h3 четыре · a2 четыре · b2 три · c2 шесть · d2 один · e2 четыре · f2 пять · g2 четыре · h2 один · a1 пять · b1 четыре · c1 три · d1 четыре · e1 три · f1 два · g1 три · h1 четыре | a8 четыре · b8 три · c8 шесть · d8 один · e8 четыре · f8 пять · g8 четыре · h8 один · a7 пять · b7 четыре · c7 один · d7 четыре · e7 три · f7 четыре · g7 три · h7 четыре · a6 два · b6 три · c6 четыре · d6 три · e6 два · f6 пять · g6 два · h6 три · a5 пять · b5 два · c5 пять · d5 четыре · e5 пять · f5 белая зебра · g5 пять · h5 четыре · a4 два · b4 три · c4 четыре · d4 три · e4 два · f4 пять · g4 два · h4 три · a3 пять · b3 четыре · c3 один · d3 четыре · e3 три · f3 четыре · g3 три · h3 четыре · a2 четыре · b2 три · c2 шесть · d2 один · e2 четыре · f2 пять · g2 четыре · h2 один · a1 пять · b1 четыре · c1 три · d1 четыре · e1 три · f1 два · g1 три · h1 четыре | a8 четыре · b8 три · c8 шесть · d8 один · e8 четыре · f8 пять · g8 четыре · h8 один · a7 пять · b7 четыре · c7 один · d7 четыре · e7 три · f7 четыре · g7 три · h7 четыре · a6 два · b6 три · c6 четыре · d6 три · e6 два · f6 пять · g6 два · h6 три · a5 пять · b5 два · c5 пять · d5 четыре · e5 пять · f5 белая зебра · g5 пять · h5 четыре · a4 два · b4 три · c4 четыре · d4 три · e4 два · f4 пять · g4 два · h4 три · a3 пять · b3 четыре · c3 один · d3 четыре · e3 три · f3 четыре · g3 три · h3 четыре · a2 четыре · b2 три · c2 шесть · d2 один · e2 четыре · f2 пять · g2 четыре · h2 один · a1 пять · b1 четыре · c1 три · d1 четыре · e1 три · f1 два · g1 три · h1 четыре | a8 четыре · b8 три · c8 шесть · d8 один · e8 четыре · f8 пять · g8 четыре · h8 один · a7 пять · b7 четыре · c7 один · d7 четыре · e7 три · f7 четыре · g7 три · h7 четыре · a6 два · b6 три · c6 четыре · d6 три · e6 два · f6 пять · g6 два · h6 три · a5 пять · b5 два · c5 пять · d5 четыре · e5 пять · f5 белая зебра · g5 пять · h5 четыре · a4 два · b4 три · c4 четыре · d4 три · e4 два · f4 пять · g4 два · h4 три · a3 пять · b3 четыре · c3 один · d3 четыре · e3 три · f3 четыре · g3 три · h3 четыре · a2 четыре · b2 три · c2 шесть · d2 один · e2 четыре · f2 пять · g2 четыре · h2 один · a1 пять · b1 четыре · c1 три · d1 четыре · e1 три · f1 два · g1 три · h1 четыре | a8 четыре · b8 три · c8 шесть · d8 один · e8 четыре · f8 пять · g8 четыре · h8 один · a7 пять · b7 четыре · c7 один · d7 четыре · e7 три · f7 четыре · g7 три · h7 четыре · a6 два · b6 три · c6 четыре · d6 три · e6 два · f6 пять · g6 два · h6 три · a5 пять · b5 два · c5 пять · d5 четыре · e5 пять · f5 белая зебра · g5 пять · h5 четыре · a4 два · b4 три · c4 четыре · d4 три · e4 два · f4 пять · g4 два · h4 три · a3 пять · b3 четыре · c3 один · d3 четыре · e3 три · f3 четыре · g3 три · h3 четыре · a2 четыре · b2 три · c2 шесть · d2 один · e2 четыре · f2 пять · g2 четыре · h2 один · a1 пять · b1 четыре · c1 три · d1 четыре · e1 три · f1 два · g1 три · h1 четыре | a8 четыре · b8 три · c8 шесть · d8 один · e8 четыре · f8 пять · g8 четыре · h8 один · a7 пять · b7 четыре · c7 один · d7 четыре · e7 три · f7 четыре · g7 три · h7 четыре · a6 два · b6 три · c6 четыре · d6 три · e6 два · f6 пять · g6 два · h6 три · a5 пять · b5 два · c5 пять · d5 четыре · e5 пять · f5 белая зебра · g5 пять · h5 четыре · a4 два · b4 три · c4 четыре · d4 три · e4 два · f4 пять · g4 два · h4 три · a3 пять · b3 четыре · c3 один · d3 четыре · e3 три · f3 четыре · g3 три · h3 четыре · a2 четыре · b2 три · c2 шесть · d2 один · e2 четыре · f2 пять · g2 четыре · h2 один · a1 пять · b1 четыре · c1 три · d1 четыре · e1 три · f1 два · g1 три · h1 четыре | 7 |
| 6 | a8 четыре · b8 три · c8 шесть · d8 один · e8 четыре · f8 пять · g8 четыре · h8 один · a7 пять · b7 четыре · c7 один · d7 четыре · e7 три · f7 четыре · g7 три · h7 четыре · a6 два · b6 три · c6 четыре · d6 три · e6 два · f6 пять · g6 два · h6 три · a5 пять · b5 два · c5 пять · d5 четыре · e5 пять · f5 белая зебра · g5 пять · h5 четыре · a4 два · b4 три · c4 четыре · d4 три · e4 два · f4 пять · g4 два · h4 три · a3 пять · b3 четыре · c3 один · d3 четыре · e3 три · f3 четыре · g3 три · h3 четыре · a2 четыре · b2 три · c2 шесть · d2 один · e2 четыре · f2 пять · g2 четыре · h2 один · a1 пять · b1 четыре · c1 три · d1 четыре · e1 три · f1 два · g1 три · h1 четыре | a8 четыре · b8 три · c8 шесть · d8 один · e8 четыре · f8 пять · g8 четыре · h8 один · a7 пять · b7 четыре · c7 один · d7 четыре · e7 три · f7 четыре · g7 три · h7 четыре · a6 два · b6 три · c6 четыре · d6 три · e6 два · f6 пять · g6 два · h6 три · a5 пять · b5 два · c5 пять · d5 четыре · e5 пять · f5 белая зебра · g5 пять · h5 четыре · a4 два · b4 три · c4 четыре · d4 три · e4 два · f4 пять · g4 два · h4 три · a3 пять · b3 четыре · c3 один · d3 четыре · e3 три · f3 четыре · g3 три · h3 четыре · a2 четыре · b2 три · c2 шесть · d2 один · e2 четыре · f2 пять · g2 четыре · h2 один · a1 пять · b1 четыре · c1 три · d1 четыре · e1 три · f1 два · g1 три · h1 четыре | a8 четыре · b8 три · c8 шесть · d8 один · e8 четыре · f8 пять · g8 четыре · h8 один · a7 пять · b7 четыре · c7 один · d7 четыре · e7 три · f7 четыре · g7 три · h7 четыре · a6 два · b6 три · c6 четыре · d6 три · e6 два · f6 пять · g6 два · h6 три · a5 пять · b5 два · c5 пять · d5 четыре · e5 пять · f5 белая зебра · g5 пять · h5 четыре · a4 два · b4 три · c4 четыре · d4 три · e4 два · f4 пять · g4 два · h4 три · a3 пять · b3 четыре · c3 один · d3 четыре · e3 три · f3 четыре · g3 три · h3 четыре · a2 четыре · b2 три · c2 шесть · d2 один · e2 четыре · f2 пять · g2 четыре · h2 один · a1 пять · b1 четыре · c1 три · d1 четыре · e1 три · f1 два · g1 три · h1 четыре | a8 четыре · b8 три · c8 шесть · d8 один · e8 четыре · f8 пять · g8 четыре · h8 один · a7 пять · b7 четыре · c7 один · d7 четыре · e7 три · f7 четыре · g7 три · h7 четыре · a6 два · b6 три · c6 четыре · d6 три · e6 два · f6 пять · g6 два · h6 три · a5 пять · b5 два · c5 пять · d5 четыре · e5 пять · f5 белая зебра · g5 пять · h5 четыре · a4 два · b4 три · c4 четыре · d4 три · e4 два · f4 пять · g4 два · h4 три · a3 пять · b3 четыре · c3 один · d3 четыре · e3 три · f3 четыре · g3 три · h3 четыре · a2 четыре · b2 три · c2 шесть · d2 один · e2 четыре · f2 пять · g2 четыре · h2 один · a1 пять · b1 четыре · c1 три · d1 четыре · e1 три · f1 два · g1 три · h1 четыре | a8 четыре · b8 три · c8 шесть · d8 один · e8 четыре · f8 пять · g8 четыре · h8 один · a7 пять · b7 четыре · c7 один · d7 четыре · e7 три · f7 четыре · g7 три · h7 четыре · a6 два · b6 три · c6 четыре · d6 три · e6 два · f6 пять · g6 два · h6 три · a5 пять · b5 два · c5 пять · d5 четыре · e5 пять · f5 белая зебра · g5 пять · h5 четыре · a4 два · b4 три · c4 четыре · d4 три · e4 два · f4 пять · g4 два · h4 три · a3 пять · b3 четыре · c3 один · d3 четыре · e3 три · f3 четыре · g3 три · h3 четыре · a2 четыре · b2 три · c2 шесть · d2 один · e2 четыре · f2 пять · g2 четыре · h2 один · a1 пять · b1 четыре · c1 три · d1 четыре · e1 три · f1 два · g1 три · h1 четыре | a8 четыре · b8 три · c8 шесть · d8 один · e8 четыре · f8 пять · g8 четыре · h8 один · a7 пять · b7 четыре · c7 один · d7 четыре · e7 три · f7 четыре · g7 три · h7 четыре · a6 два · b6 три · c6 четыре · d6 три · e6 два · f6 пять · g6 два · h6 три · a5 пять · b5 два · c5 пять · d5 четыре · e5 пять · f5 белая зебра · g5 пять · h5 четыре · a4 два · b4 три · c4 четыре · d4 три · e4 два · f4 пять · g4 два · h4 три · a3 пять · b3 четыре · c3 один · d3 четыре · e3 три · f3 четыре · g3 три · h3 четыре · a2 четыре · b2 три · c2 шесть · d2 один · e2 четыре · f2 пять · g2 четыре · h2 один · a1 пять · b1 четыре · c1 три · d1 четыре · e1 три · f1 два · g1 три · h1 четыре | a8 четыре · b8 три · c8 шесть · d8 один · e8 четыре · f8 пять · g8 четыре · h8 один · a7 пять · b7 четыре · c7 один · d7 четыре · e7 три · f7 четыре · g7 три · h7 четыре · a6 два · b6 три · c6 четыре · d6 три · e6 два · f6 пять · g6 два · h6 три · a5 пять · b5 два · c5 пять · d5 четыре · e5 пять · f5 белая зебра · g5 пять · h5 четыре · a4 два · b4 три · c4 четыре · d4 три · e4 два · f4 пять · g4 два · h4 три · a3 пять · b3 четыре · c3 один · d3 четыре · e3 три · f3 четыре · g3 три · h3 четыре · a2 четыре · b2 три · c2 шесть · d2 один · e2 четыре · f2 пять · g2 четыре · h2 один · a1 пять · b1 четыре · c1 три · d1 четыре · e1 три · f1 два · g1 три · h1 четыре | a8 четыре · b8 три · c8 шесть · d8 один · e8 четыре · f8 пять · g8 четыре · h8 один · a7 пять · b7 четыре · c7 один · d7 четыре · e7 три · f7 четыре · g7 три · h7 четыре · a6 два · b6 три · c6 четыре · d6 три · e6 два · f6 пять · g6 два · h6 три · a5 пять · b5 два · c5 пять · d5 четыре · e5 пять · f5 белая зебра · g5 пять · h5 четыре · a4 два · b4 три · c4 четыре · d4 три · e4 два · f4 пять · g4 два · h4 три · a3 пять · b3 четыре · c3 один · d3 четыре · e3 три · f3 четыре · g3 три · h3 четыре · a2 четыре · b2 три · c2 шесть · d2 один · e2 четыре · f2 пять · g2 четыре · h2 один · a1 пять · b1 четыре · c1 три · d1 четыре · e1 три · f1 два · g1 три · h1 четыре | 6 |
| 5 | a8 четыре · b8 три · c8 шесть · d8 один · e8 четыре · f8 пять · g8 четыре · h8 один · a7 пять · b7 четыре · c7 один · d7 четыре · e7 три · f7 четыре · g7 три · h7 четыре · a6 два · b6 три · c6 четыре · d6 три · e6 два · f6 пять · g6 два · h6 три · a5 пять · b5 два · c5 пять · d5 четыре · e5 пять · f5 белая зебра · g5 пять · h5 четыре · a4 два · b4 три · c4 четыре · d4 три · e4 два · f4 пять · g4 два · h4 три · a3 пять · b3 четыре · c3 один · d3 четыре · e3 три · f3 четыре · g3 три · h3 четыре · a2 четыре · b2 три · c2 шесть · d2 один · e2 четыре · f2 пять · g2 четыре · h2 один · a1 пять · b1 четыре · c1 три · d1 четыре · e1 три · f1 два · g1 три · h1 четыре | a8 четыре · b8 три · c8 шесть · d8 один · e8 четыре · f8 пять · g8 четыре · h8 один · a7 пять · b7 четыре · c7 один · d7 четыре · e7 три · f7 четыре · g7 три · h7 четыре · a6 два · b6 три · c6 четыре · d6 три · e6 два · f6 пять · g6 два · h6 три · a5 пять · b5 два · c5 пять · d5 четыре · e5 пять · f5 белая зебра · g5 пять · h5 четыре · a4 два · b4 три · c4 четыре · d4 три · e4 два · f4 пять · g4 два · h4 три · a3 пять · b3 четыре · c3 один · d3 четыре · e3 три · f3 четыре · g3 три · h3 четыре · a2 четыре · b2 три · c2 шесть · d2 один · e2 четыре · f2 пять · g2 четыре · h2 один · a1 пять · b1 четыре · c1 три · d1 четыре · e1 три · f1 два · g1 три · h1 четыре | a8 четыре · b8 три · c8 шесть · d8 один · e8 четыре · f8 пять · g8 четыре · h8 один · a7 пять · b7 четыре · c7 один · d7 четыре · e7 три · f7 четыре · g7 три · h7 четыре · a6 два · b6 три · c6 четыре · d6 три · e6 два · f6 пять · g6 два · h6 три · a5 пять · b5 два · c5 пять · d5 четыре · e5 пять · f5 белая зебра · g5 пять · h5 четыре · a4 два · b4 три · c4 четыре · d4 три · e4 два · f4 пять · g4 два · h4 три · a3 пять · b3 четыре · c3 один · d3 четыре · e3 три · f3 четыре · g3 три · h3 четыре · a2 четыре · b2 три · c2 шесть · d2 один · e2 четыре · f2 пять · g2 четыре · h2 один · a1 пять · b1 четыре · c1 три · d1 четыре · e1 три · f1 два · g1 три · h1 четыре | a8 четыре · b8 три · c8 шесть · d8 один · e8 четыре · f8 пять · g8 четыре · h8 один · a7 пять · b7 четыре · c7 один · d7 четыре · e7 три · f7 четыре · g7 три · h7 четыре · a6 два · b6 три · c6 четыре · d6 три · e6 два · f6 пять · g6 два · h6 три · a5 пять · b5 два · c5 пять · d5 четыре · e5 пять · f5 белая зебра · g5 пять · h5 четыре · a4 два · b4 три · c4 четыре · d4 три · e4 два · f4 пять · g4 два · h4 три · a3 пять · b3 четыре · c3 один · d3 четыре · e3 три · f3 четыре · g3 три · h3 четыре · a2 четыре · b2 три · c2 шесть · d2 один · e2 четыре · f2 пять · g2 четыре · h2 один · a1 пять · b1 четыре · c1 три · d1 четыре · e1 три · f1 два · g1 три · h1 четыре | a8 четыре · b8 три · c8 шесть · d8 один · e8 четыре · f8 пять · g8 четыре · h8 один · a7 пять · b7 четыре · c7 один · d7 четыре · e7 три · f7 четыре · g7 три · h7 четыре · a6 два · b6 три · c6 четыре · d6 три · e6 два · f6 пять · g6 два · h6 три · a5 пять · b5 два · c5 пять · d5 четыре · e5 пять · f5 белая зебра · g5 пять · h5 четыре · a4 два · b4 три · c4 четыре · d4 три · e4 два · f4 пять · g4 два · h4 три · a3 пять · b3 четыре · c3 один · d3 четыре · e3 три · f3 четыре · g3 три · h3 четыре · a2 четыре · b2 три · c2 шесть · d2 один · e2 четыре · f2 пять · g2 четыре · h2 один · a1 пять · b1 четыре · c1 три · d1 четыре · e1 три · f1 два · g1 три · h1 четыре | a8 четыре · b8 три · c8 шесть · d8 один · e8 четыре · f8 пять · g8 четыре · h8 один · a7 пять · b7 четыре · c7 один · d7 четыре · e7 три · f7 четыре · g7 три · h7 четыре · a6 два · b6 три · c6 четыре · d6 три · e6 два · f6 пять · g6 два · h6 три · a5 пять · b5 два · c5 пять · d5 четыре · e5 пять · f5 белая зебра · g5 пять · h5 четыре · a4 два · b4 три · c4 четыре · d4 три · e4 два · f4 пять · g4 два · h4 три · a3 пять · b3 четыре · c3 один · d3 четыре · e3 три · f3 четыре · g3 три · h3 четыре · a2 четыре · b2 три · c2 шесть · d2 один · e2 четыре · f2 пять · g2 четыре · h2 один · a1 пять · b1 четыре · c1 три · d1 четыре · e1 три · f1 два · g1 три · h1 четыре | a8 четыре · b8 три · c8 шесть · d8 один · e8 четыре · f8 пять · g8 четыре · h8 один · a7 пять · b7 четыре · c7 один · d7 четыре · e7 три · f7 четыре · g7 три · h7 четыре · a6 два · b6 три · c6 четыре · d6 три · e6 два · f6 пять · g6 два · h6 три · a5 пять · b5 два · c5 пять · d5 четыре · e5 пять · f5 белая зебра · g5 пять · h5 четыре · a4 два · b4 три · c4 четыре · d4 три · e4 два · f4 пять · g4 два · h4 три · a3 пять · b3 четыре · c3 один · d3 четыре · e3 три · f3 четыре · g3 три · h3 четыре · a2 четыре · b2 три · c2 шесть · d2 один · e2 четыре · f2 пять · g2 четыре · h2 один · a1 пять · b1 четыре · c1 три · d1 четыре · e1 три · f1 два · g1 три · h1 четыре | a8 четыре · b8 три · c8 шесть · d8 один · e8 четыре · f8 пять · g8 четыре · h8 один · a7 пять · b7 четыре · c7 один · d7 четыре · e7 три · f7 четыре · g7 три · h7 четыре · a6 два · b6 три · c6 четыре · d6 три · e6 два · f6 пять · g6 два · h6 три · a5 пять · b5 два · c5 пять · d5 четыре · e5 пять · f5 белая зебра · g5 пять · h5 четыре · a4 два · b4 три · c4 четыре · d4 три · e4 два · f4 пять · g4 два · h4 три · a3 пять · b3 четыре · c3 один · d3 четыре · e3 три · f3 четыре · g3 три · h3 четыре · a2 четыре · b2 три · c2 шесть · d2 один · e2 четыре · f2 пять · g2 четыре · h2 один · a1 пять · b1 четыре · c1 три · d1 четыре · e1 три · f1 два · g1 три · h1 четыре | 5 |
| 4 | a8 четыре · b8 три · c8 шесть · d8 один · e8 четыре · f8 пять · g8 четыре · h8 один · a7 пять · b7 четыре · c7 один · d7 четыре · e7 три · f7 четыре · g7 три · h7 четыре · a6 два · b6 три · c6 четыре · d6 три · e6 два · f6 пять · g6 два · h6 три · a5 пять · b5 два · c5 пять · d5 четыре · e5 пять · f5 белая зебра · g5 пять · h5 четыре · a4 два · b4 три · c4 четыре · d4 три · e4 два · f4 пять · g4 два · h4 три · a3 пять · b3 четыре · c3 один · d3 четыре · e3 три · f3 четыре · g3 три · h3 четыре · a2 четыре · b2 три · c2 шесть · d2 один · e2 четыре · f2 пять · g2 четыре · h2 один · a1 пять · b1 четыре · c1 три · d1 четыре · e1 три · f1 два · g1 три · h1 четыре | a8 четыре · b8 три · c8 шесть · d8 один · e8 четыре · f8 пять · g8 четыре · h8 один · a7 пять · b7 четыре · c7 один · d7 четыре · e7 три · f7 четыре · g7 три · h7 четыре · a6 два · b6 три · c6 четыре · d6 три · e6 два · f6 пять · g6 два · h6 три · a5 пять · b5 два · c5 пять · d5 четыре · e5 пять · f5 белая зебра · g5 пять · h5 четыре · a4 два · b4 три · c4 четыре · d4 три · e4 два · f4 пять · g4 два · h4 три · a3 пять · b3 четыре · c3 один · d3 четыре · e3 три · f3 четыре · g3 три · h3 четыре · a2 четыре · b2 три · c2 шесть · d2 один · e2 четыре · f2 пять · g2 четыре · h2 один · a1 пять · b1 четыре · c1 три · d1 четыре · e1 три · f1 два · g1 три · h1 четыре | a8 четыре · b8 три · c8 шесть · d8 один · e8 четыре · f8 пять · g8 четыре · h8 один · a7 пять · b7 четыре · c7 один · d7 четыре · e7 три · f7 четыре · g7 три · h7 четыре · a6 два · b6 три · c6 четыре · d6 три · e6 два · f6 пять · g6 два · h6 три · a5 пять · b5 два · c5 пять · d5 четыре · e5 пять · f5 белая зебра · g5 пять · h5 четыре · a4 два · b4 три · c4 четыре · d4 три · e4 два · f4 пять · g4 два · h4 три · a3 пять · b3 четыре · c3 один · d3 четыре · e3 три · f3 четыре · g3 три · h3 четыре · a2 четыре · b2 три · c2 шесть · d2 один · e2 четыре · f2 пять · g2 четыре · h2 один · a1 пять · b1 четыре · c1 три · d1 четыре · e1 три · f1 два · g1 три · h1 четыре | a8 четыре · b8 три · c8 шесть · d8 один · e8 четыре · f8 пять · g8 четыре · h8 один · a7 пять · b7 четыре · c7 один · d7 четыре · e7 три · f7 четыре · g7 три · h7 четыре · a6 два · b6 три · c6 четыре · d6 три · e6 два · f6 пять · g6 два · h6 три · a5 пять · b5 два · c5 пять · d5 четыре · e5 пять · f5 белая зебра · g5 пять · h5 четыре · a4 два · b4 три · c4 четыре · d4 три · e4 два · f4 пять · g4 два · h4 три · a3 пять · b3 четыре · c3 один · d3 четыре · e3 три · f3 четыре · g3 три · h3 четыре · a2 четыре · b2 три · c2 шесть · d2 один · e2 четыре · f2 пять · g2 четыре · h2 один · a1 пять · b1 четыре · c1 три · d1 четыре · e1 три · f1 два · g1 три · h1 четыре | a8 четыре · b8 три · c8 шесть · d8 один · e8 четыре · f8 пять · g8 четыре · h8 один · a7 пять · b7 четыре · c7 один · d7 четыре · e7 три · f7 четыре · g7 три · h7 четыре · a6 два · b6 три · c6 четыре · d6 три · e6 два · f6 пять · g6 два · h6 три · a5 пять · b5 два · c5 пять · d5 четыре · e5 пять · f5 белая зебра · g5 пять · h5 четыре · a4 два · b4 три · c4 четыре · d4 три · e4 два · f4 пять · g4 два · h4 три · a3 пять · b3 четыре · c3 один · d3 четыре · e3 три · f3 четыре · g3 три · h3 четыре · a2 четыре · b2 три · c2 шесть · d2 один · e2 четыре · f2 пять · g2 четыре · h2 один · a1 пять · b1 четыре · c1 три · d1 четыре · e1 три · f1 два · g1 три · h1 четыре | a8 четыре · b8 три · c8 шесть · d8 один · e8 четыре · f8 пять · g8 четыре · h8 один · a7 пять · b7 четыре · c7 один · d7 четыре · e7 три · f7 четыре · g7 три · h7 четыре · a6 два · b6 три · c6 четыре · d6 три · e6 два · f6 пять · g6 два · h6 три · a5 пять · b5 два · c5 пять · d5 четыре · e5 пять · f5 белая зебра · g5 пять · h5 четыре · a4 два · b4 три · c4 четыре · d4 три · e4 два · f4 пять · g4 два · h4 три · a3 пять · b3 четыре · c3 один · d3 четыре · e3 три · f3 четыре · g3 три · h3 четыре · a2 четыре · b2 три · c2 шесть · d2 один · e2 четыре · f2 пять · g2 четыре · h2 один · a1 пять · b1 четыре · c1 три · d1 четыре · e1 три · f1 два · g1 три · h1 четыре | a8 четыре · b8 три · c8 шесть · d8 один · e8 четыре · f8 пять · g8 четыре · h8 один · a7 пять · b7 четыре · c7 один · d7 четыре · e7 три · f7 четыре · g7 три · h7 четыре · a6 два · b6 три · c6 четыре · d6 три · e6 два · f6 пять · g6 два · h6 три · a5 пять · b5 два · c5 пять · d5 четыре · e5 пять · f5 белая зебра · g5 пять · h5 четыре · a4 два · b4 три · c4 четыре · d4 три · e4 два · f4 пять · g4 два · h4 три · a3 пять · b3 четыре · c3 один · d3 четыре · e3 три · f3 четыре · g3 три · h3 четыре · a2 четыре · b2 три · c2 шесть · d2 один · e2 четыре · f2 пять · g2 четыре · h2 один · a1 пять · b1 четыре · c1 три · d1 четыре · e1 три · f1 два · g1 три · h1 четыре | a8 четыре · b8 три · c8 шесть · d8 один · e8 четыре · f8 пять · g8 четыре · h8 один · a7 пять · b7 четыре · c7 один · d7 четыре · e7 три · f7 четыре · g7 три · h7 четыре · a6 два · b6 три · c6 четыре · d6 три · e6 два · f6 пять · g6 два · h6 три · a5 пять · b5 два · c5 пять · d5 четыре · e5 пять · f5 белая зебра · g5 пять · h5 четыре · a4 два · b4 три · c4 четыре · d4 три · e4 два · f4 пять · g4 два · h4 три · a3 пять · b3 четыре · c3 один · d3 четыре · e3 три · f3 четыре · g3 три · h3 четыре · a2 четыре · b2 три · c2 шесть · d2 один · e2 четыре · f2 пять · g2 четыре · h2 один · a1 пять · b1 четыре · c1 три · d1 четыре · e1 три · f1 два · g1 три · h1 четыре | 4 |
| 3 | a8 четыре · b8 три · c8 шесть · d8 один · e8 четыре · f8 пять · g8 четыре · h8 один · a7 пять · b7 четыре · c7 один · d7 четыре · e7 три · f7 четыре · g7 три · h7 четыре · a6 два · b6 три · c6 четыре · d6 три · e6 два · f6 пять · g6 два · h6 три · a5 пять · b5 два · c5 пять · d5 четыре · e5 пять · f5 белая зебра · g5 пять · h5 четыре · a4 два · b4 три · c4 четыре · d4 три · e4 два · f4 пять · g4 два · h4 три · a3 пять · b3 четыре · c3 один · d3 четыре · e3 три · f3 четыре · g3 три · h3 четыре · a2 четыре · b2 три · c2 шесть · d2 один · e2 четыре · f2 пять · g2 четыре · h2 один · a1 пять · b1 четыре · c1 три · d1 четыре · e1 три · f1 два · g1 три · h1 четыре | a8 четыре · b8 три · c8 шесть · d8 один · e8 четыре · f8 пять · g8 четыре · h8 один · a7 пять · b7 четыре · c7 один · d7 четыре · e7 три · f7 четыре · g7 три · h7 четыре · a6 два · b6 три · c6 четыре · d6 три · e6 два · f6 пять · g6 два · h6 три · a5 пять · b5 два · c5 пять · d5 четыре · e5 пять · f5 белая зебра · g5 пять · h5 четыре · a4 два · b4 три · c4 четыре · d4 три · e4 два · f4 пять · g4 два · h4 три · a3 пять · b3 четыре · c3 один · d3 четыре · e3 три · f3 четыре · g3 три · h3 четыре · a2 четыре · b2 три · c2 шесть · d2 один · e2 четыре · f2 пять · g2 четыре · h2 один · a1 пять · b1 четыре · c1 три · d1 четыре · e1 три · f1 два · g1 три · h1 четыре | a8 четыре · b8 три · c8 шесть · d8 один · e8 четыре · f8 пять · g8 четыре · h8 один · a7 пять · b7 четыре · c7 один · d7 четыре · e7 три · f7 четыре · g7 три · h7 четыре · a6 два · b6 три · c6 четыре · d6 три · e6 два · f6 пять · g6 два · h6 три · a5 пять · b5 два · c5 пять · d5 четыре · e5 пять · f5 белая зебра · g5 пять · h5 четыре · a4 два · b4 три · c4 четыре · d4 три · e4 два · f4 пять · g4 два · h4 три · a3 пять · b3 четыре · c3 один · d3 четыре · e3 три · f3 четыре · g3 три · h3 четыре · a2 четыре · b2 три · c2 шесть · d2 один · e2 четыре · f2 пять · g2 четыре · h2 один · a1 пять · b1 четыре · c1 три · d1 четыре · e1 три · f1 два · g1 три · h1 четыре | a8 четыре · b8 три · c8 шесть · d8 один · e8 четыре · f8 пять · g8 четыре · h8 один · a7 пять · b7 четыре · c7 один · d7 четыре · e7 три · f7 четыре · g7 три · h7 четыре · a6 два · b6 три · c6 четыре · d6 три · e6 два · f6 пять · g6 два · h6 три · a5 пять · b5 два · c5 пять · d5 четыре · e5 пять · f5 белая зебра · g5 пять · h5 четыре · a4 два · b4 три · c4 четыре · d4 три · e4 два · f4 пять · g4 два · h4 три · a3 пять · b3 четыре · c3 один · d3 четыре · e3 три · f3 четыре · g3 три · h3 четыре · a2 четыре · b2 три · c2 шесть · d2 один · e2 четыре · f2 пять · g2 четыре · h2 один · a1 пять · b1 четыре · c1 три · d1 четыре · e1 три · f1 два · g1 три · h1 четыре | a8 четыре · b8 три · c8 шесть · d8 один · e8 четыре · f8 пять · g8 четыре · h8 один · a7 пять · b7 четыре · c7 один · d7 четыре · e7 три · f7 четыре · g7 три · h7 четыре · a6 два · b6 три · c6 четыре · d6 три · e6 два · f6 пять · g6 два · h6 три · a5 пять · b5 два · c5 пять · d5 четыре · e5 пять · f5 белая зебра · g5 пять · h5 четыре · a4 два · b4 три · c4 четыре · d4 три · e4 два · f4 пять · g4 два · h4 три · a3 пять · b3 четыре · c3 один · d3 четыре · e3 три · f3 четыре · g3 три · h3 четыре · a2 четыре · b2 три · c2 шесть · d2 один · e2 четыре · f2 пять · g2 четыре · h2 один · a1 пять · b1 четыре · c1 три · d1 четыре · e1 три · f1 два · g1 три · h1 четыре | a8 четыре · b8 три · c8 шесть · d8 один · e8 четыре · f8 пять · g8 четыре · h8 один · a7 пять · b7 четыре · c7 один · d7 четыре · e7 три · f7 четыре · g7 три · h7 четыре · a6 два · b6 три · c6 четыре · d6 три · e6 два · f6 пять · g6 два · h6 три · a5 пять · b5 два · c5 пять · d5 четыре · e5 пять · f5 белая зебра · g5 пять · h5 четыре · a4 два · b4 три · c4 четыре · d4 три · e4 два · f4 пять · g4 два · h4 три · a3 пять · b3 четыре · c3 один · d3 четыре · e3 три · f3 четыре · g3 три · h3 четыре · a2 четыре · b2 три · c2 шесть · d2 один · e2 четыре · f2 пять · g2 четыре · h2 один · a1 пять · b1 четыре · c1 три · d1 четыре · e1 три · f1 два · g1 три · h1 четыре | a8 четыре · b8 три · c8 шесть · d8 один · e8 четыре · f8 пять · g8 четыре · h8 один · a7 пять · b7 четыре · c7 один · d7 четыре · e7 три · f7 четыре · g7 три · h7 четыре · a6 два · b6 три · c6 четыре · d6 три · e6 два · f6 пять · g6 два · h6 три · a5 пять · b5 два · c5 пять · d5 четыре · e5 пять · f5 белая зебра · g5 пять · h5 четыре · a4 два · b4 три · c4 четыре · d4 три · e4 два · f4 пять · g4 два · h4 три · a3 пять · b3 четыре · c3 один · d3 четыре · e3 три · f3 четыре · g3 три · h3 четыре · a2 четыре · b2 три · c2 шесть · d2 один · e2 четыре · f2 пять · g2 четыре · h2 один · a1 пять · b1 четыре · c1 три · d1 четыре · e1 три · f1 два · g1 три · h1 четыре | a8 четыре · b8 три · c8 шесть · d8 один · e8 четыре · f8 пять · g8 четыре · h8 один · a7 пять · b7 четыре · c7 один · d7 четыре · e7 три · f7 четыре · g7 три · h7 четыре · a6 два · b6 три · c6 четыре · d6 три · e6 два · f6 пять · g6 два · h6 три · a5 пять · b5 два · c5 пять · d5 четыре · e5 пять · f5 белая зебра · g5 пять · h5 четыре · a4 два · b4 три · c4 четыре · d4 три · e4 два · f4 пять · g4 два · h4 три · a3 пять · b3 четыре · c3 один · d3 четыре · e3 три · f3 четыре · g3 три · h3 четыре · a2 четыре · b2 три · c2 шесть · d2 один · e2 четыре · f2 пять · g2 четыре · h2 один · a1 пять · b1 четыре · c1 три · d1 четыре · e1 три · f1 два · g1 три · h1 четыре | 3 |
| 2 | a8 четыре · b8 три · c8 шесть · d8 один · e8 четыре · f8 пять · g8 четыре · h8 один · a7 пять · b7 четыре · c7 один · d7 четыре · e7 три · f7 четыре · g7 три · h7 четыре · a6 два · b6 три · c6 четыре · d6 три · e6 два · f6 пять · g6 два · h6 три · a5 пять · b5 два · c5 пять · d5 четыре · e5 пять · f5 белая зебра · g5 пять · h5 четыре · a4 два · b4 три · c4 четыре · d4 три · e4 два · f4 пять · g4 два · h4 три · a3 пять · b3 четыре · c3 один · d3 четыре · e3 три · f3 четыре · g3 три · h3 четыре · a2 четыре · b2 три · c2 шесть · d2 один · e2 четыре · f2 пять · g2 четыре · h2 один · a1 пять · b1 четыре · c1 три · d1 четыре · e1 три · f1 два · g1 три · h1 четыре | a8 четыре · b8 три · c8 шесть · d8 один · e8 четыре · f8 пять · g8 четыре · h8 один · a7 пять · b7 четыре · c7 один · d7 четыре · e7 три · f7 четыре · g7 три · h7 четыре · a6 два · b6 три · c6 четыре · d6 три · e6 два · f6 пять · g6 два · h6 три · a5 пять · b5 два · c5 пять · d5 четыре · e5 пять · f5 белая зебра · g5 пять · h5 четыре · a4 два · b4 три · c4 четыре · d4 три · e4 два · f4 пять · g4 два · h4 три · a3 пять · b3 четыре · c3 один · d3 четыре · e3 три · f3 четыре · g3 три · h3 четыре · a2 четыре · b2 три · c2 шесть · d2 один · e2 четыре · f2 пять · g2 четыре · h2 один · a1 пять · b1 четыре · c1 три · d1 четыре · e1 три · f1 два · g1 три · h1 четыре | a8 четыре · b8 три · c8 шесть · d8 один · e8 четыре · f8 пять · g8 четыре · h8 один · a7 пять · b7 четыре · c7 один · d7 четыре · e7 три · f7 четыре · g7 три · h7 четыре · a6 два · b6 три · c6 четыре · d6 три · e6 два · f6 пять · g6 два · h6 три · a5 пять · b5 два · c5 пять · d5 четыре · e5 пять · f5 белая зебра · g5 пять · h5 четыре · a4 два · b4 три · c4 четыре · d4 три · e4 два · f4 пять · g4 два · h4 три · a3 пять · b3 четыре · c3 один · d3 четыре · e3 три · f3 четыре · g3 три · h3 четыре · a2 четыре · b2 три · c2 шесть · d2 один · e2 четыре · f2 пять · g2 четыре · h2 один · a1 пять · b1 четыре · c1 три · d1 четыре · e1 три · f1 два · g1 три · h1 четыре | a8 четыре · b8 три · c8 шесть · d8 один · e8 четыре · f8 пять · g8 четыре · h8 один · a7 пять · b7 четыре · c7 один · d7 четыре · e7 три · f7 четыре · g7 три · h7 четыре · a6 два · b6 три · c6 четыре · d6 три · e6 два · f6 пять · g6 два · h6 три · a5 пять · b5 два · c5 пять · d5 четыре · e5 пять · f5 белая зебра · g5 пять · h5 четыре · a4 два · b4 три · c4 четыре · d4 три · e4 два · f4 пять · g4 два · h4 три · a3 пять · b3 четыре · c3 один · d3 четыре · e3 три · f3 четыре · g3 три · h3 четыре · a2 четыре · b2 три · c2 шесть · d2 один · e2 четыре · f2 пять · g2 четыре · h2 один · a1 пять · b1 четыре · c1 три · d1 четыре · e1 три · f1 два · g1 три · h1 четыре | a8 четыре · b8 три · c8 шесть · d8 один · e8 четыре · f8 пять · g8 четыре · h8 один · a7 пять · b7 четыре · c7 один · d7 четыре · e7 три · f7 четыре · g7 три · h7 четыре · a6 два · b6 три · c6 четыре · d6 три · e6 два · f6 пять · g6 два · h6 три · a5 пять · b5 два · c5 пять · d5 четыре · e5 пять · f5 белая зебра · g5 пять · h5 четыре · a4 два · b4 три · c4 четыре · d4 три · e4 два · f4 пять · g4 два · h4 три · a3 пять · b3 четыре · c3 один · d3 четыре · e3 три · f3 четыре · g3 три · h3 четыре · a2 четыре · b2 три · c2 шесть · d2 один · e2 четыре · f2 пять · g2 четыре · h2 один · a1 пять · b1 четыре · c1 три · d1 четыре · e1 три · f1 два · g1 три · h1 четыре | a8 четыре · b8 три · c8 шесть · d8 один · e8 четыре · f8 пять · g8 четыре · h8 один · a7 пять · b7 четыре · c7 один · d7 четыре · e7 три · f7 четыре · g7 три · h7 четыре · a6 два · b6 три · c6 четыре · d6 три · e6 два · f6 пять · g6 два · h6 три · a5 пять · b5 два · c5 пять · d5 четыре · e5 пять · f5 белая зебра · g5 пять · h5 четыре · a4 два · b4 три · c4 четыре · d4 три · e4 два · f4 пять · g4 два · h4 три · a3 пять · b3 четыре · c3 один · d3 четыре · e3 три · f3 четыре · g3 три · h3 четыре · a2 четыре · b2 три · c2 шесть · d2 один · e2 четыре · f2 пять · g2 четыре · h2 один · a1 пять · b1 четыре · c1 три · d1 четыре · e1 три · f1 два · g1 три · h1 четыре | a8 четыре · b8 три · c8 шесть · d8 один · e8 четыре · f8 пять · g8 четыре · h8 один · a7 пять · b7 четыре · c7 один · d7 четыре · e7 три · f7 четыре · g7 три · h7 четыре · a6 два · b6 три · c6 четыре · d6 три · e6 два · f6 пять · g6 два · h6 три · a5 пять · b5 два · c5 пять · d5 четыре · e5 пять · f5 белая зебра · g5 пять · h5 четыре · a4 два · b4 три · c4 четыре · d4 три · e4 два · f4 пять · g4 два · h4 три · a3 пять · b3 четыре · c3 один · d3 четыре · e3 три · f3 четыре · g3 три · h3 четыре · a2 четыре · b2 три · c2 шесть · d2 один · e2 четыре · f2 пять · g2 четыре · h2 один · a1 пять · b1 четыре · c1 три · d1 четыре · e1 три · f1 два · g1 три · h1 четыре | a8 четыре · b8 три · c8 шесть · d8 один · e8 четыре · f8 пять · g8 четыре · h8 один · a7 пять · b7 четыре · c7 один · d7 четыре · e7 три · f7 четыре · g7 три · h7 четыре · a6 два · b6 три · c6 четыре · d6 три · e6 два · f6 пять · g6 два · h6 три · a5 пять · b5 два · c5 пять · d5 четыре · e5 пять · f5 белая зебра · g5 пять · h5 четыре · a4 два · b4 три · c4 четыре · d4 три · e4 два · f4 пять · g4 два · h4 три · a3 пять · b3 четыре · c3 один · d3 четыре · e3 три · f3 четыре · g3 три · h3 четыре · a2 четыре · b2 три · c2 шесть · d2 один · e2 четыре · f2 пять · g2 четыре · h2 один · a1 пять · b1 четыре · c1 три · d1 четыре · e1 три · f1 два · g1 три · h1 четыре | 2 |
| 1 | a8 четыре · b8 три · c8 шесть · d8 один · e8 четыре · f8 пять · g8 четыре · h8 один · a7 пять · b7 четыре · c7 один · d7 четыре · e7 три · f7 четыре · g7 три · h7 четыре · a6 два · b6 три · c6 четыре · d6 три · e6 два · f6 пять · g6 два · h6 три · a5 пять · b5 два · c5 пять · d5 четыре · e5 пять · f5 белая зебра · g5 пять · h5 четыре · a4 два · b4 три · c4 четыре · d4 три · e4 два · f4 пять · g4 два · h4 три · a3 пять · b3 четыре · c3 один · d3 четыре · e3 три · f3 четыре · g3 три · h3 четыре · a2 четыре · b2 три · c2 шесть · d2 один · e2 четыре · f2 пять · g2 четыре · h2 один · a1 пять · b1 четыре · c1 три · d1 четыре · e1 три · f1 два · g1 три · h1 четыре | a8 четыре · b8 три · c8 шесть · d8 один · e8 четыре · f8 пять · g8 четыре · h8 один · a7 пять · b7 четыре · c7 один · d7 четыре · e7 три · f7 четыре · g7 три · h7 четыре · a6 два · b6 три · c6 четыре · d6 три · e6 два · f6 пять · g6 два · h6 три · a5 пять · b5 два · c5 пять · d5 четыре · e5 пять · f5 белая зебра · g5 пять · h5 четыре · a4 два · b4 три · c4 четыре · d4 три · e4 два · f4 пять · g4 два · h4 три · a3 пять · b3 четыре · c3 один · d3 четыре · e3 три · f3 четыре · g3 три · h3 четыре · a2 четыре · b2 три · c2 шесть · d2 один · e2 четыре · f2 пять · g2 четыре · h2 один · a1 пять · b1 четыре · c1 три · d1 четыре · e1 три · f1 два · g1 три · h1 четыре | a8 четыре · b8 три · c8 шесть · d8 один · e8 четыре · f8 пять · g8 четыре · h8 один · a7 пять · b7 четыре · c7 один · d7 четыре · e7 три · f7 четыре · g7 три · h7 четыре · a6 два · b6 три · c6 четыре · d6 три · e6 два · f6 пять · g6 два · h6 три · a5 пять · b5 два · c5 пять · d5 четыре · e5 пять · f5 белая зебра · g5 пять · h5 четыре · a4 два · b4 три · c4 четыре · d4 три · e4 два · f4 пять · g4 два · h4 три · a3 пять · b3 четыре · c3 один · d3 четыре · e3 три · f3 четыре · g3 три · h3 четыре · a2 четыре · b2 три · c2 шесть · d2 один · e2 четыре · f2 пять · g2 четыре · h2 один · a1 пять · b1 четыре · c1 три · d1 четыре · e1 три · f1 два · g1 три · h1 четыре | a8 четыре · b8 три · c8 шесть · d8 один · e8 четыре · f8 пять · g8 четыре · h8 один · a7 пять · b7 четыре · c7 один · d7 четыре · e7 три · f7 четыре · g7 три · h7 четыре · a6 два · b6 три · c6 четыре · d6 три · e6 два · f6 пять · g6 два · h6 три · a5 пять · b5 два · c5 пять · d5 четыре · e5 пять · f5 белая зебра · g5 пять · h5 четыре · a4 два · b4 три · c4 четыре · d4 три · e4 два · f4 пять · g4 два · h4 три · a3 пять · b3 четыре · c3 один · d3 четыре · e3 три · f3 четыре · g3 три · h3 четыре · a2 четыре · b2 три · c2 шесть · d2 один · e2 четыре · f2 пять · g2 четыре · h2 один · a1 пять · b1 четыре · c1 три · d1 четыре · e1 три · f1 два · g1 три · h1 четыре | a8 четыре · b8 три · c8 шесть · d8 один · e8 четыре · f8 пять · g8 четыре · h8 один · a7 пять · b7 четыре · c7 один · d7 четыре · e7 три · f7 четыре · g7 три · h7 четыре · a6 два · b6 три · c6 четыре · d6 три · e6 два · f6 пять · g6 два · h6 три · a5 пять · b5 два · c5 пять · d5 четыре · e5 пять · f5 белая зебра · g5 пять · h5 четыре · a4 два · b4 три · c4 четыре · d4 три · e4 два · f4 пять · g4 два · h4 три · a3 пять · b3 четыре · c3 один · d3 четыре · e3 три · f3 четыре · g3 три · h3 четыре · a2 четыре · b2 три · c2 шесть · d2 один · e2 четыре · f2 пять · g2 четыре · h2 один · a1 пять · b1 четыре · c1 три · d1 четыре · e1 три · f1 два · g1 три · h1 четыре | a8 четыре · b8 три · c8 шесть · d8 один · e8 четыре · f8 пять · g8 четыре · h8 один · a7 пять · b7 четыре · c7 один · d7 четыре · e7 три · f7 четыре · g7 три · h7 четыре · a6 два · b6 три · c6 четыре · d6 три · e6 два · f6 пять · g6 два · h6 три · a5 пять · b5 два · c5 пять · d5 четыре · e5 пять · f5 белая зебра · g5 пять · h5 четыре · a4 два · b4 три · c4 четыре · d4 три · e4 два · f4 пять · g4 два · h4 три · a3 пять · b3 четыре · c3 один · d3 четыре · e3 три · f3 четыре · g3 три · h3 четыре · a2 четыре · b2 три · c2 шесть · d2 один · e2 четыре · f2 пять · g2 четыре · h2 один · a1 пять · b1 четыре · c1 три · d1 четыре · e1 три · f1 два · g1 три · h1 четыре | a8 четыре · b8 три · c8 шесть · d8 один · e8 четыре · f8 пять · g8 четыре · h8 один · a7 пять · b7 четыре · c7 один · d7 четыре · e7 три · f7 четыре · g7 три · h7 четыре · a6 два · b6 три · c6 четыре · d6 три · e6 два · f6 пять · g6 два · h6 три · a5 пять · b5 два · c5 пять · d5 четыре · e5 пять · f5 белая зебра · g5 пять · h5 четыре · a4 два · b4 три · c4 четыре · d4 три · e4 два · f4 пять · g4 два · h4 три · a3 пять · b3 четыре · c3 один · d3 четыре · e3 три · f3 четыре · g3 три · h3 четыре · a2 четыре · b2 три · c2 шесть · d2 один · e2 четыре · f2 пять · g2 четыре · h2 один · a1 пять · b1 четыре · c1 три · d1 четыре · e1 три · f1 два · g1 три · h1 четыре | a8 четыре · b8 три · c8 шесть · d8 один · e8 четыре · f8 пять · g8 четыре · h8 один · a7 пять · b7 четыре · c7 один · d7 четыре · e7 три · f7 четыре · g7 три · h7 четыре · a6 два · b6 три · c6 четыре · d6 три · e6 два · f6 пять · g6 два · h6 три · a5 пять · b5 два · c5 пять · d5 четыре · e5 пять · f5 белая зебра · g5 пять · h5 четыре · a4 два · b4 три · c4 четыре · d4 три · e4 два · f4 пять · g4 два · h4 три · a3 пять · b3 четыре · c3 один · d3 четыре · e3 три · f3 четыре · g3 три · h3 четыре · a2 четыре · b2 три · c2 шесть · d2 один · e2 четыре · f2 пять · g2 четыре · h2 один · a1 пять · b1 четыре · c1 три · d1 четыре · e1 три · f1 два · g1 три · h1 четыре | 1 |
|   | a | b | c | d | e | f | g | h |   |

|   | a  | b  | c  | d              | e  | f                | g  | h  |   |  |
| 8 | a8 | b8 | c8 | d8             | e8 | f8 чёрный король | g8 | h8 | 8 |  |
| 7 | a7 | b7 | c7 | d7             | e7 | f7 белый слон    | g7 | h7 | 7 |  |
| 6 | a6 | b6 | c6 | d6             | e6 | f6 белый король  | g6 | h6 | 6 |  |
| 5 | a5 | b5 | c5 | d5 белая зебра | e5 | f5               | g5 | h5 | 5 |  |
| 4 | a4 | b4 | c4 | d4             | e4 | f4               | g4 | h4 | 4 |  |
| 3 | a3 | b3 | c3 | d3             | e3 | f3               | g3 | h3 | 3 |  |
| 2 | a2 | b2 | c2 | d2             | e2 | f2               | g2 | h2 | 2 |  |
| 1 | a1 | b1 | c1 | d1             | e1 | f1               | g1 | h1 | 1 |  |
|   | a  | b  | c  | d              | e  | f                | g  | h  |   |  |

## Ценность
Зебра сама по себе стоит чуть меньше двух пешек (гораздо меньше, чем конь) из-за её ограниченной свободы передвижения на стандартной доске. Её больший ход — основная причина, по которой он слабее верблюда на доске 8 × 8, хотя верблюд привязан к цвету, а зебра — нет. Король, слон и зебра могут поставить мат голому королю; король, конь и зебра не могут; король, верблюд и зебра не могут. В эндшпиле «ладья против зебры» выигрывает ладья. (Все упомянутые статистические данные эндшпиля относятся к доске 8×8.)
Как составная часть других фигур зебра имеет примерно такое же значение, как и конь (обе фигуры могут ходить на восемь клеток). Его длинный ход таит в себе опасность проведения неудержимых атак в дебюте и завоевания большого количества материала. Ральф Бетца полагал, что ход зебры слишком велик, чтобы его можно было использовать на доске 8 × 8, и что только на доске 10 × 10 или больше он будет стоить своей идеальной стоимости — примерно в коня.